# Agelenopsis utahana
Agelenopsis utahana là một loài nhện trong họ Agelenidae.
Loài này thuộc chi Agelenopsis. Agelenopsis utahana được Ralph Vary Chamberlin & Wilton Ivie miêu tả năm 1933.